# Orešje Okićko
Orešje Okićko – wieś w Chorwacji, w żupanii zagrzebskiej, w mieście Jastrebarsko. W 2011 roku liczyła 16 mieszkańców.